# 特里普蒂斯
特里普蒂斯（德語：Triptis，發音：[ˈtʁɪptɪs] ⓘ）是德国图林根州萨勒-奥拉县的城市，面积33.15平方千米，2023年12月31日人口为3,631人。